# Apatania alberta
Apatania alberta is een schietmot uit de familie Apataniidae. De soort komt voor in het Nearctisch gebied.